# Burgstall Neukirchen
Der Burgstall Neukirchen ist eine abgegangene mittelalterliche Burg auf 370 m ü. NHN  oberhalb der namensgebenden Kirche in Neukirchen (Kirchweg 1), einem Ortsteil der Gemeinde Lautertal im Landkreis Coburg in Bayern.
Von der 1315 erstmals erwähnten Burganlage der Herren von Haldeck ist nur noch die frühere Burgkapelle erhalten.